# Umlegung
Eine Umlegung (auch Baulandumlegung genannt) ist im Baurecht ein gesetzlich geregeltes förmliches Grundstücksflächentauschverfahren (Bodenordnungsverfahren), das im Baugesetzbuch (§§ 45 ff. BauGB) geregelt ist.

## Allgemeines
Bei einer Umlegung werden Grundstücke geschaffen, die nach Lage, Form und Größe für eine bauliche oder sonstige Nutzung geeignet sind. Das Gegenstück zur Neuordnung von land- und forstwirtschaftlich genutzten Grundstücken ist die Flurbereinigung.
Die Umlegung wird von der Umlegungsstelle (Umlegungsausschuss oder Gemeinde) angeordnet, wobei das Erfordernis zur Umlegung gegeben sein muss. Eine Umlegung muss fünf Prinzipien genügen:
Konformitätsprinzip
die Rechtsverhältnisse der Grundstücke werden durch Grenzveränderung so angepasst, dass die beabsichtigte Nutzung ermöglicht wird.
Solidaritätsprinzip
die Grundflächen für gemeinschaftliche und öffentliche Anlagen müssen zu gleichen Anteilen von allen betroffenen Grundstückseigentümern aufgebracht werden.
Konservationsprinzip
die Substanz des Grundeigentums darf durch die Umlegung nicht vermindert werden.
Privatnützigkeitsprinzip
die Umlegung muss neben dem öffentlichen Interesse insbesondere im Interesse der Grundstückseigentümer erfolgen.
Surrogationsprinzip
bedeutet, dass das Recht am Eigentum gewahrt bleibt.
Eine Umlegung kann durchgeführt werden, wenn ein Bebauungsplan (B-Plan) im Sinne des § 30 BauGB vorliegt, wobei das Umlegungsverfahren auch vor dem Inkrafttreten des B-Planes eingeleitet werden kann, oder das Gebiet innerhalb eines im Zusammenhang bebauten Ortsteils (§ 34 BauGB) liegt.

## Arten der Umlegung
- Erschließungsumlegung

Diese Art der Umlegung dient dazu, bis dahin nicht zur Bebauung geeignete Grundstücke baureif zu machen. Eine Hauptaufgabe der Erschließungsumlegung ist meist die Bereitstellung von Flächen für vorgesehene Straßen, da ohne diese eine Erschließung der Grundstücke nicht möglich ist. Allerdings darf eine Umlegung nicht nur zur Beschaffung von Straßenland dienen; die Neuordnung muss auch nach der Abtretung des Straßenlandes noch notwendig sein.
- Neuordnungsumlegung

Wenn der Bebauungsplan die Neuordnung eines bereits bebauten Gebietes vorsieht, kann diese durch eine Neuordnungsumlegung erreicht werden. Diese Art der Umlegung beinhaltet auch die Sanierungsumlegung.

## Verfassungsrechtliche Einordnung
Das Umlegungsrecht wurde 1960 durch das Bundesbaugesetz (BBauG) bundeseinheitlich normiert und im Juli 1987 durch das Baugesetzbuch fortgeführt. Die Umlegung ist ein hoheitliches Verfahren, in dem Grundstücke neu geordnet werden und das damit das nach Art. 14 GG geschützte Eigentum berührt. Die Frage, ob die Umlegung unter die Inhalts- und Schrankenbestimmung nach Art. 14 Abs. 1 fällt oder als Enteignung nach Art. 14 Abs. 3 zu betrachten ist, wurde immer wieder von Fachliteratur und Rechtsprechung behandelt, wobei fast einstimmig eine Inhalts- und Schrankenbestimmung gesehen wurde. Argumente waren die überwiegende Privatnützigkeit, die Surrogation, die mindestens wertgleiche Landzuteilung und der gerechte Lastenausgleich.
Durch die Privatnützigkeit unterscheidet sich die Umlegung von der fremdnützigen Enteignung. Maßgebliches Kriterium für die Privatnützigkeit ist aber nicht die Umlegung selbst, sondern das städtebauliche Gesamtvorhaben. Dies kann aus dem Boxberg-Urteil des Bundesverfassungsgerichts von 1987 hergeleitet werden, in dem über die Zulässigkeit einer städtebaulichen Unternehmensflurbereinigung entschieden wurde. Das Surrogationsprinzip bedeutet, dass das Eigentum an den alten Grundstücken nicht untergeht, sondern an neuen Grundstücken fortbesteht. Dieser Übergang von Rechtsverhältnissen ist in § 63 Abs. 1 BauGB geregelt. Die mindestens wertgleiche Landzuteilung garantiert einen Werterhalt oder eine Wertsteigerung. Der Lastenausgleich zur Bereitstellung der notwendigen Flächen zur Erschließung und eventuell für Ausgleichsmaßnahmen bedeutet einen Interessenausgleich zwischen den Eigentümern und verhindert die übermäßige Belastung einzelner zur Umsetzung des städtebaulichen Vorhabens.
Im Jahre 2001 hat sich das Bundesverfassungsgericht ausführlich mit der rechtlichen Einordnung und der Legitimation des Gesetzgebers zur Gestaltung eines solchen Verfahrens befasst. Es beurteilte die Umlegung als verfassungsrechtlich zulässige Inhalts- und Schrankenbestimmung des Eigentums, auch wenn die Handlungsfreiheit des Eigentümers eingeschränkt wird, weil in der Umlegung konkrete Eigentumsobjekte entzogen und neu zugewiesen werden. Für diese verfassungsrechtliche Einordnung war allein die Privatnützigkeit entscheidend. Die lange angeführte Surrogation war hierfür nicht maßgeblich.
Die Eigentumsgarantie des Art. 14 GG umfasst neben einer Wertgarantie insbesondere eine Bestandsgarantie des Eigentums, also die grundsätzliche Verfügungsbefugnis des Eigentümers über den konkreten Eigentumsgegenstand. Die freie Verfügbarkeit wird während der Umlegung eingeschränkt und auch die zugeteilten Grundstücke sind i. d. R. nicht mit den Einwurfsgrundstücken identisch. Die Umlegung ist jedoch nicht als Enteignung zu betrachten, wenn sie privatnützig ist, d. h. einen Ausgleich der privaten Interessen der bisherigen Eigentümer bedeutet. Hierunter fällt auch die Bereitstellung von Land für die Erschließung, da sie Voraussetzung für die bauliche Nutzung ist und deshalb im Interesse der Eigentümer steht, nicht jedoch die Beschaffung von Land für fremdnützige Zwecke. § 55 Abs. 5 BauGB ermöglicht zwar einen Flächenabzug für fremdnützige öffentliche Vorhaben. Die Fremdnützigkeit darf jedoch nicht überwiegen und es muss geeignetes Ersatzland bereitgestellt werden. Die Privatnützigkeit muss für das gesamte Umlegungsgebiet und nicht für jeden Einzelfall betrachtet werden. Außerdem muss die dauerhafte freie Verfügungsbefugnis nach Abschluss der Umlegung wiederhergestellt werden. Verfassungsrechtlich bedenklich kann schon sein, wenn die bauliche Nutzung nicht für die bisherigen Eigentümer vorgesehen ist und der Wertzuwachs nur durch Verkauf und damit Aufgabe des Eigentums realisiert werden kann (z. B. bei größeren Gewerbeflächen).

## Die Umlegung
Bei der (klassischen) Umlegung werden alle im Umlegungsgebiet gelegenen Grundstücke nach ihrer Fläche rechnerisch zur sogenannten Umlegungsmasse vereinigt, somit hat jeder Grundstückseigentümer einen bestimmten prozentualen Anteil an dieser Masse. Anschließend werden Flächen aus der Umlegungsmasse ausgeschieden, die zum einen als örtliche Verkehrsflächen oder öffentliche Grünflächen festgesetzt sind (§ 55 Abs. 2 BauGB), oder zum anderen als Ausgleichsflächen (§ 1a Abs. 3 BauGB) bestimmt sind. Der Rest bildet die Verteilungsmasse. Aus dieser werden den beteiligten Eigentümern, entsprechend ihrem Anteil (an der Einwurfsmasse), zweckmäßig gestaltete (d. h. bebauungsfähige) Grundstücke zugeteilt. Die neuen Grundstücke sollen mindestens den gleichen Verkehrswert und nach Möglichkeit auch in gleicher oder gleichwertiger Lage wie die eingeworfenen Grundstücke liegen.
Zur Verteilung der Verteilungsmasse stehen zwei Verfahren zur Verfügung (§ 56 BauGB):
- Verteilung nach Werten
- Verteilung nach Flächen

### Verteilung nach Werten
Bei der Wertumlegung wird die Verteilungsmasse in dem Verhältnis verteilt, in dem die zu berücksichtigenden Eigentümer an der Umlegung wertmäßig beteiligt sind (Wertumlegung). Dabei soll jedem Eigentümer ein Grundstück mit mindestens dem gleichen Verkehrswert zugeteilt werden. Um dies zu erreichen, ist der Verkehrswert des eingeworfenen und der des zuzuteilenden Grundstückes, bezogen auf den Zeitpunkt des Umlegungsbeschlusses, zu ermitteln. Der Forderung des Gesetzgebers, ein Grundstück mit mindestens dem gleichen Verkehrswert wie dem des Einwurfgrundstückes zuzuteilen, wird in aller Regel dadurch Rechnung getragen, dass die Verteilungsmasse zwar flächenmäßig kleiner, wertmäßig jedoch größer als die Einwurfsmasse ist. Umlegungstechnisch bedeutet dies, dass der Wertfaktor q, als Quotient von Verteilungsmasse (in Euro) und Einwurfsmasse (in Euro), größer als 1 sein muss. Wenn ein eingeworfenes Grundstück im Umlegungsverfahren keinen Vorteil erfährt, wird der Wertfaktor q auf 1,0 festgesetzt. Die Unterschiede zwischen den so ermittelten Verkehrswerten für die Einwurfs- und Zuteilungsgrundstücke sind nach § 57 Satz 5 BauGB auszugleichen.

### Verteilung nach Flächen
In Gebieten, in denen die Grundstücke des gesamten Umlegungsgebietes annähernd den gleichen Wert haben, kann die Verteilung nach dem Verhältnis der Flächen vorgenommen werden (Flächenumlegung). Der Fall ist dies insbesondere, wenn Ackerland in ein Wohngebiet mit einem gleich hohem Maß der baulichen Nutzung umgewandelt werden soll.
Bei der Flächenumlegung ist der Anteil der zu berücksichtigenden Eigentümer an der Umlegungsmasse nicht nach dem Wert, sondern nach seiner eingebrachten Flächengröße festzustellen. Die Umlegungsstelle hat von den eingeworfenen Grundstücksflächen einen Flächenbeitrag in einem solchen Umfang abzuziehen, dass die Vorteile, die durch die Umlegung entstehen, ausgeglichen werden. Hierbei darf in Gebieten, die erstmals erschlossen werden, der Flächenbeitrag bis 30 %, in anderen Gebieten nur bis 10 % der eingeworfenen Fläche betragen. Statt des Flächenbeitrages kann die Umlegungsstelle ganz oder teilweise einen entsprechenden Geldbetrag erheben. Übersteigt der Umlegungsvorteil den Flächenbeitrag, so ist der Vorteil in Geld auszugleichen. Da die Erhebung des Flächenbeitrages nicht willkürlich erfolgen darf, sondern auf einer Festlegung der Steigerung des Verkehrswertes der Einwurfflächen beruht, sind Bewertungen grundsätzlich auch in Flächenumlegungen erforderlich. Für die Bemessung von Geldbeiträgen und Ausgleichsleistungen sind in der Regel die Wertverhältnisse zum Zeitpunkt des Umlegungsbeschlusses maßgebend.

### Verfahrensschritte
1. Umlegungsanordnung durch den Gemeinderat
- Anweisung an die Umlegungsstelle, das Verfahren einzuleiten

2. Umlegungsbeschluss durch die Umlegungsstelle
- Mit diesem Verwaltungsakt wird das Verfahren eingeleitet.
- Der Umlegungsbeschluss ist ortsüblich bekanntzumachen.

3. Bestandskarte und Bestandsverzeichnis
- Nachweis des Bestandes von Grundbuch und Liegenschaftskataster sowie weiterer grundstücksrelevanter Daten
- öffentliche Auslegung (1 Monat)

4. Erörterung und Verhandlung mit den Beteiligten
5. Umlegungsplan oder Teilumlegungsplan
- Die Aufstellung des (Teil)Umlegungsplans ist ein Verwaltungsakt und ist ortsüblich bekanntzumachen.
- Jedem Beteiligten ist ein ihn betreffender Auszug zuzustellen.

6. Inkrafttreten
- erfolgt durch die ortsübliche Bekanntmachung der Unanfechtbarkeit des Umlegungsplans
- Der Zeitpunkt der Unanfechtbarkeit ist der Tag, der auf den Tag folgt, an dem die letzte Rechtsbehelfsfrist abgelaufen ist, bzw. an dem über das letzte Rechtsmittel gerichtlich entschieden wurde.

7. Wirkung (der Bekanntmachung der Unanfechtbarkeit)
- Einweisung in den Besitz
- Vollzug des Umlegungsplanes

## Vereinfachte Umlegung
Die Vereinfachte Umlegung (§§ 80-84 BauGB) ist ein Bodenordnungsverfahren, bei dem zwar die Form benachbarter oder in enger Nachbarschaft liegender Grundstücke oder Grundstücksteile geändert wird, die Lage und Größe aber nur unwesentlich. Zweck der vereinfachten Umlegung ist die Erschließung oder Neugestaltung von baulich zu nutzenden Grundstücke.
Die Vereinfachte Umlegung ist im Gegensatz zur klassischen Umlegung (Regelumlegung) nach §§ 45 ff. BauGB eingeschränkt, um in einfachen Fällen schnell und mit wenig Verwaltungsaufwand Bodenordnungen durchführen zu können.

### Verfahrensablauf einer vereinfachten Umlegung
1. Erfordernis der Neugestaltung von Grundstücken
2. Prüfung durch Gemeinde/Stadt, ob Zweck und Voraussetzung zur Durchführung erfüllt sind.
3. Beratung des Gemeinderates zur Durchführung (gegebenenfalls Beschluss zur Übertragung an das zuständige Vermessungs- und Katasteramt oder die zuständige Flurbereinigungsbehörde)
4. Information der Eigentümer
5. Bestandserfassung und Festlegung der neuen Grenzen (gegebenenfalls Neuordnung von Dienstbarkeiten, Baulasten und Grundpfandrechten, Vermessung und Abmarkung usw.)
6. Erörterungen mit den Eigentümern, Gelegenheit für Stellungnahmen
7. Beschluss über die Vereinfachte Umlegung (Verwaltungsakt), Zustellung eines Auszuges des Beschlusses mit Rechtsbehelfsbelehrung an die Beteiligten
8. Bescheinigung der katasterführenden Stelle, dass die Unterlagen zur Übernahme in das Liegenschaftskataster geeignet sind.
9. Inkrafttreten durch öffentliche Bekanntmachung der Unanfechtbarkeit (Verwaltungsakt)
10. Berichtigung des Liegenschaftskatasters, des Grundbuchs und anderer öffentlicher Bücher